# ميكس إف إم (لبنان)
ميكس أف أم هي إذاعة لبنانية تُبث باللغة الأجنبية من بيروت. تأسست عام 1997 م. تُبث الأغاني والموسيقى الأجنبية.

## موجاتها
تُبث الإذاعة على الموجات التالية:
- لمنطقة بيروت وكل لبنان على الموجات 104.4 أف أم.
- الأنترنت: البث الحي.

الرسالة والأهداف
- مهمة Mix FM في توفير برامج عالية الجودة باستمرار من أجل تقديم أساس متين لبناء علاقات مع كل من المستمعين والمعلنين.
- هدف Mix FM في توفير مجال ترفيهي يتكون من مشاركة محتوى يتعلق بقضايا نمط الحياة المحلية وعرض الأخبار والمسابقات التفاعلية المثيرة ، وكلها تتداخل مع أفضل موسيقى "تشعرك بالسعادة".

بدأ البث FM Mix FM في لبنان في الثالث والعشرين من شباط (فبراير) 1996 باستخدام معدات إرسال متقدمة ومعالجات رقمية لمنح مستمعيه أفضل جودة صوت ممكنة.
في العامين الأولين ، بنت Mix FM علامتها التجارية وسمعتها لكونها المحطة الموسيقية الأولى في لبنان ، مما أدى إلى زيادة شعبيتها بين المستمعين اللبنانيين. أثمرت الجهود الطويلة والمكثفة التي بذلها الفريق في عام 2004 عندما حصل Mix FM على جائزة أفضل إعلان تلفزيوني لوسائل الإعلام "Phoenix de La Pub".
على مر السنين ، أنشأت Mix FM العديد من الانتماءات الحصرية مع الشركات الشهيرة في لبنان. في عام 2005 ، دخلت Mix FM في شراكة مع Mzaar Ski Resort وأصبحت المحطة الإذاعية الرسمية لجميع الأحداث الرياضية وعروض الأزياء وغير ذلك الكثير. في عام 2006 ، دخلت Mix FM في شراكة مع جمعية بيروت ماراثون المعروفة باستضافتها أكبر وأشهر ماراثون في الشرق الأوسط بأكمله.
كان أحد أكبر إنجازات Mix FM في 23 مايو 2006 ، عندما شاركنا في حفل توزيع جوائز Radio Cast في المؤتمر الإذاعي الدولي (IRC). من بين 50 مرشحًا ، حصل Mix FM على المركز الأول وحصل على أرقى لقب في مجال البث الإذاعي:
المحطة الإذاعية رقم 1 في الشرق الأوسط.
مع شركتها الشقيقة Mix Productions ، نظمت Mix FM أكبر الحفلات الموسيقية في الشرق الأوسط من خلال جلب رموز رائدة مثل:
تلاشي
إنريكي إغليسياس
جايسون ديرولو
شاكيرا
دمية الهرة s
50 سنتا
ديف
تايو كروز
بيتبول
جون مارتن
كريستيان بيرنز
تي باين
صوفي إليس بيكستور
العقرب
مشروع جورو جوش
فراغما
بوستا رايمز
شون كينغستون
Tinie Tempah
فايا كون ديوس
لوسون
ألو بلاك
مباشر
Charli XCX
سبري ويلسون
ولد مشاغب
إيلي غولدنغ
كريس براون
HVOB
جريس جونز
سيا والمزيد في المستقبل.
تقدم Mix FM أيضًا وتنظم أكبر فعاليات DJ في الشرق الأوسط بأسماء مثل:
Armin Van Buuren (بما في ذلك Armin Only - Mirage في 2010 )
ديفيد جيتا مع F *** Me أنا مشهور الجولات العالمية
ساشا
جون ديجويد
كارل كوكس
جيمس زابيلا
مارك هول إي
داني هويلز
ماركو كارولا
لي بوريدج
نيك وارن
بول فان ديك
ريتشي هوتين
هرنان كاتانيو
ماركوس شولز
ساندر كلايننبرغ
بوب سينكلار
تروي بيرس
لوتشيانو
قسم الفن
حكايتنا
اندفاعة برلين
الرؤية السعي
معرض نصف خبز
شرنقة
دبليو أند دبليو
ساندر فان دورن
مارلو
سفين فاث
ديبلو والمزيد في المستقبل.
أثبتت الإقامات الأسبوعية لـ Mix FM أنها أكثر الليالي التي يتم استضافتها في مشهد النوادي اللبنانية. للعام الحادي عشر على التوالي، نجح Mix FM's 80's Night at B018 باعتباره الحفل الأكثر ازدهارًا في لبنان الذي يجمع المئات من محبي موسيقى الثمانينيات أسبوعياً. يتميز Rodge على الطوابق بأسلوب DJ-ing الذي لا تشوبه شائبة ومع وفرة من الميزات، وقد تم إثبات هذه الليلة على أنها لا تقبل المنافسة من حيث الترفيه الليلي في النادي.